# Маршанция
Маршанция (лат. Marchantia) — род многолетних слоевищных растений семейства Маршанциевые (Marchantiaceae) отдела Печёночные мхи (Marchantiophyta), типовой род семейства и отдела.

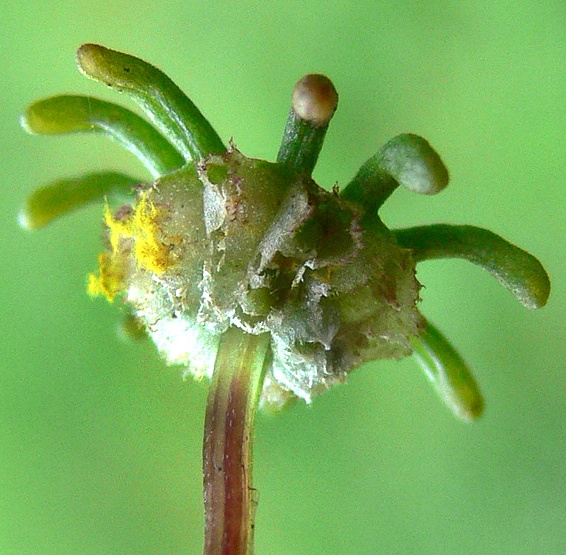
Marchantia polymorpha: подставка с архегониями (женскими органами полового размножения) крупным планом

## Описание
Представители рода — многолетние растения, имеющие вид зелёного лопастного листка (слоевища), стелющегося по поверхности земли. На верхней, иногда ромбически-испещрённой поверхности, находятся чашечки с выводковыми почками.
Антеридии (мужские органы полового размножения) помещаются на особых выростках (подставках), иногда состоящих из щитка и тонкой ножки, иногда же из одного сидячего щитка. Архегонии (женские органы полового размножения) собраны на других выростках (подставках), имеющих вид звёздочки на ножке.
Коробочка вскрывается восемью назад загнутыми зубчиками; периантий — 4—5-лопастной. В коробочке, кроме спор, развиваются ещё элатеры — пружинки, представляющие собой скрученные ленточные структуры, меняющие форму при изменении влажности воздуха.

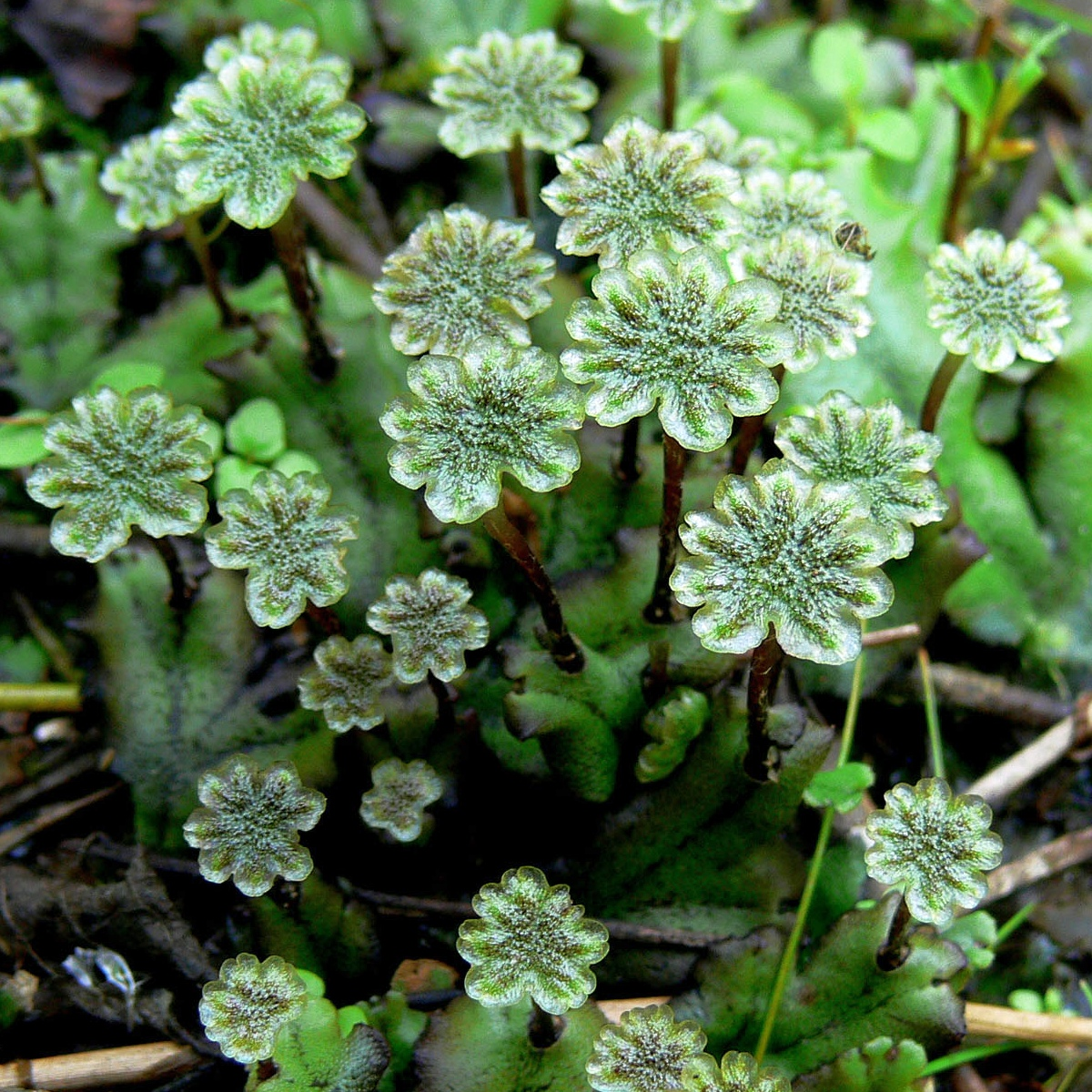
Marchantia sp.: слоевище с многочисленными мужскими подставками, на которых располагаются антеридии (мужские органы полового размножения)

## Распространение
Представители рода широко распространены по нашей планете, встречаются на всех континентах, включая Антарктиду. Маршанция нередко избегает конкуренции с другими растениями, поселяясь на незанятых площадках, — скалах, сырых местах с плохим освещением, на пожарищах.

### Виды
Согласно современным представлениям, число видов родов Маршанция составляет более пятидесяти (разные источники приводят разное число видов — например, 52), некоторые из них, встречающиеся в России:
- Marchantia alpestris (Nees) Burgeff — Маршанция приальпийская
- Marchantia latifolia Gray — Маршанция широколистная
- Marchantia paleacea Bertol.
- Marchantia polymorpha L. typus[3] — Маршанция изменчивая, или Маршанция полиморфная, или Маршанция многообразная

## Хозяйственное значение и применение
Некоторые виды — упорные сорняки. Раньше растения вида Marchantia polymorpha употреблялись в медицине (фармацевтическое название средства — herba hepaticae fontinalis s lichenis stelati) против болезней печени и др.